# کرملیس
کرملیس (به عربی: کرملیس) یک منطقهٔ مسکونی در عراق است که در استان نینوا واقع شده‌است. کرملیس ۰ نفر جمعیت دارد.

## پیشینه
به قول یاقوت بازاری معمور داشته است. کرملیس قریه‌ای بزرگ و همانند شهری بوده و بازرگانان به آنجا بسیار آمد و شد می‌کرده‌اند. اول منزلگاهی بود برای مسافری که می‌خواست از موصل به بغداد رود. مقدسی گوید برج کبوتر بسیار دارد و قلعه‌اش از گچ و سنگ است و مسجد در وسط شهر جای دارد.  